# Jan Ludolph Wentholt
Jan Ludolph Wentholt (Assen, 8 juni 1918 – Deventer, 1 oktober 1973) was een Nederlands burgemeester.
Hij werd geboren als zoon van Ludolph Reinier Wentholt (1885-1946) en jkvr. Catharina Jacoba Christina de Ranitz (1892-1974). Zijn vader was ingenieur bij Rijkswaterstaat en zou het daar later brengen tot directeur-generaal. Diens vader Jan Wentholt was vice-admiraal en minister van Marine. Zelf werd hij in maart 1947 burgemeester van de gemeenten Abbenbroek en Oudenhoorn. Hij was toen nog maar 28 jaar en daarmee een van de jongste burgemeesters van Nederland. In 1967 volgde zijn benoeming tot burgemeester van Olst. Tijdens dat burgemeesterschap overleed hij in 1973 op 55-jarige leeftijd.